# Alexander von Meyendorff

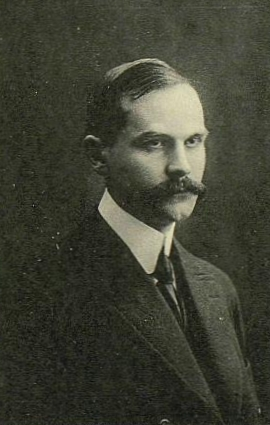
Alexander von Meyendorff (1910)

Baron Alexander von Meyendorff, russisch Александр Феликсович Мейендорф (* 10. April 1869 in Baden-Baden; † 20. Februar 1964 in London) war ein russischer Verwaltungsjurist und Politiker sowie im britischen Exil Hochschullehrer an der London School of Economics.

## Leben und Wirken
Alexander von Meyendorff stammte aus einem deutsch-baltischen Adelsgeschlecht und war der Sohn des Diplomaten Baron Felix von Meyendorff und seiner Frau Olga, geb. Fürstin Gortschakow, einer Tochter von Fürst Michail Dmitrijewitsch Gortschakow. Sowohl Georgi Wassiljewitsch Tschitscherin als auch Pjotr Arkadjewitsch Stolypin waren seine Vettern.
Nach dem frühen Tod seines Vaters 1874 zog seine Mutter mit ihren vier Söhnen Peter (* 1858 in Stuttgart; † 1918 in Kopenhagen), Michael (* 1861 in Stuttgart; † 1941 in Kopenhagen), Clemens (* 1863 in Rom; † 1885 durch Suizid in St. Petersburg) und Alexander nach Weimar. Meyendorffs waren seit 1863 mit Franz Liszt bekannt und hatten sich ab 1867, als Felix von Meyendorff Gesandter in Weimar war, mit ihm angefreundet. Alexander vom Meyendorff besuchte das humanistische Gymnasium in Weimar, wo er 1888 das Abitur ablegte, und erhielt von einem russischen Hauslehrer Privatunterricht in russischer Sprache und Kultur.
Er studierte Rechtswissenschaften an der Universität Sankt Petersburg und trat 1893 in den Staatsdienst ein. 1896/97 war er Assessor am Kreisgericht in Riga; dann wurde er in der Abteilung für ländliche Probleme im Innenministerium eingesetzt. Gleichzeitig war er Privatdozent an der Petersburger juristischen Fakultät. 1904 ermöglichte ihm ein Erbe seines in Frankreich verstorbenen Verwandten, finanziell unabhängig zu sein und den Staatsdienst zu verlassen.
Im Gefolge der Revolution von 1905 begann sich Meyendorff politisch zu betätigen. Er schloss sich den Oktobristen an. 1907 wurde er Abgeordneter der livländischen Grundbesitzer in der Duma. Bis 1909 war er auch einer der stellvertretenden Parlamentspräsidenten. Im Ersten Weltkrieg wurde er Delegierter des Roten Kreuzes. Kurz vor der Revolution von 1917 wurde er noch Mitglied des Regierenden Senats.
Nach der Februarrevolution 1917 war er von der Provisorischen Regierung (Russland) unter Georgi Jewgenjewitsch Lwow als Botschafter in London vorgesehen und nahm an den Vorbereitungen der Stockholmer Friedenskonferenz von 1917 teil. Während der Wirren der Oktoberrevolution gelang es ihm, auf das Familiengut Klein-Roop (Lettisch Mazstraupe) nordöstlich von Riga in Lettland zu flüchten. Von dort gelangte er kurz vor der Besetzung Rigas durch sowjetische Truppen Anfang Januar 1919 nach Kopenhagen und von dort auf einem britischen Kriegsschiff nach London.
In London erhielt er eine Dozentur an der London School of Economics und gab gleichzeitig Kurse in russischer Sprache für britische Offiziere. 1927 wurde er Staatsbürger Lettlands, blieb aber in London. 1928 unternahm er eine Vortragsreise in die USA. 1930 erhielt er von der Durham University den juristischen Ehrendoktor. 1933 in den Ruhestand verabschiedet, bezog er das Schloss Monrepos in Wyborg. 1939 floh er vor dem Ausbruch des Winterkriegs wiederum nach London. Im Zweiten Weltkrieg stellte er seine Kenntnisse der Sowjetunion der britischen Regierung zur Verfügung. Er unterrichtete in Kriegsgefangenenlagern und setzte sich für britische Einreiserlaubnisse für baltische Flüchtlinge ein.
1934 verkaufte er die Briefe Liszts an seine Mutter, die später nach Dumbarton Oaks kamen. Meyendorffs eigener reicher Nachlass findet sich teils in London, teils im Finnischen Reichsarchiv in Helsinki, im Zentralen Staatsarchiv der Oktoberrevolution in Moskau, in der Columbia-Universität in New York City und im Herder-Institut (Marburg).

## Werke
- The background of the Russian revolution. New York: H. Holt and Co. 1929 (Colver lectures 1928) (Digitalisat, HathiTrust)
- (mit Stanislav Kohn): The cost of the war to Russia. The vital statistics of European Russia during the World War, 1914-1917. New Haven: Yale University Press; London: H. Milford, Oxford University Press, for the Carnegie endowment for international peace, Division of economics and history, 1932.